# Forfuyance
La forfuyance est un droit que le serf devait payer à son maître pour en obtenir l'autorisation de quitter la seigneurie et de passer au service d'un autre seigneur. 